# Бутурлін Сергій Олександрович
Сергі́й Олекса́ндрович Буту́рлін (рос. Сергей Александрович Бутурлин; *22 вересня 1872, Монтре, Швейцарія — †22 січня 1938, Москва, СРСР) — російський та радянський орнітолог, мандрівник і мисливствознавець, автор робіт з систематики птахів Росії та СРСР і мисливського господарства.
Бутурлін навчався в школі в Симбірську, а пізніше вивчав право в Петербурзі, але його інтерес до зоології був настільки великий, що більшу частину своєї кар'єри він присвятив збиранню в різних областях Росії і Сибіру та обробці результатів своїх спостережень. До 1892 збирав у Поволжі, потім у Прибалтиці і, нарешті, у 1900-02 на островах Колгуєв і Нова Земля. У 1904-06 брав участь в експедиції на Колиму в північно-східному Сибіру, в 1909 побував в степах Алтаю, а в 1925 здійснив свою останню подорож на Чукотський півострів.